# Cryptanthus bivittatus
Espèce
Synonymes
- Acanthospora vittata D.Dietr.
- Billbergia bivittata Hook.
- Nidularium bivittatum Lem. (invalide)
- Tillandsia bivittata (Hook.) Linden
- Tillandsia vittata Baker (invalide)

Cryptanthus bivittatus est une espèce de plantes à fleurs de la famille des Bromeliaceae, endémique des forêts orientales du Brésil et décrite pour la première fois en 1865.

## Synonymes
- Acanthospora vittata D.Dietr.
- Billbergia bivittata Hook.
- Nidularium bivittatum Lem. (invalide)
- Tillandsia bivittata (Hook.) Linden
- Tillandsia vittata Baker (invalide)

## Distribution
L'espèce est endémique de l'État de Pernambouc au Nord-Est du Brésil.

## Description
Selon la classification de Raunkier, l'espèce est hémicryptophyte.